# ماکس تیشلر
ماکس تیشلر (انگلیسی: Max Tishler؛ زاده ۳۰ اکتبر ۱۹۰۶ درگذشته ۱۸ مارس ۱۹۸۹) یک شیمی‌دان اهل ایالات متحده آمریکا بود.